# Ping (fiume)
Il fiume Ping (in thailandese แม่น้ำปิง, Maenam Ping) è uno dei maggiori affluenti del fiume Chao Phraya, nella Thailandia del nord. Sulle sue rive sorge la seconda città più grande del paese, Chiang Mai.

## Geografia

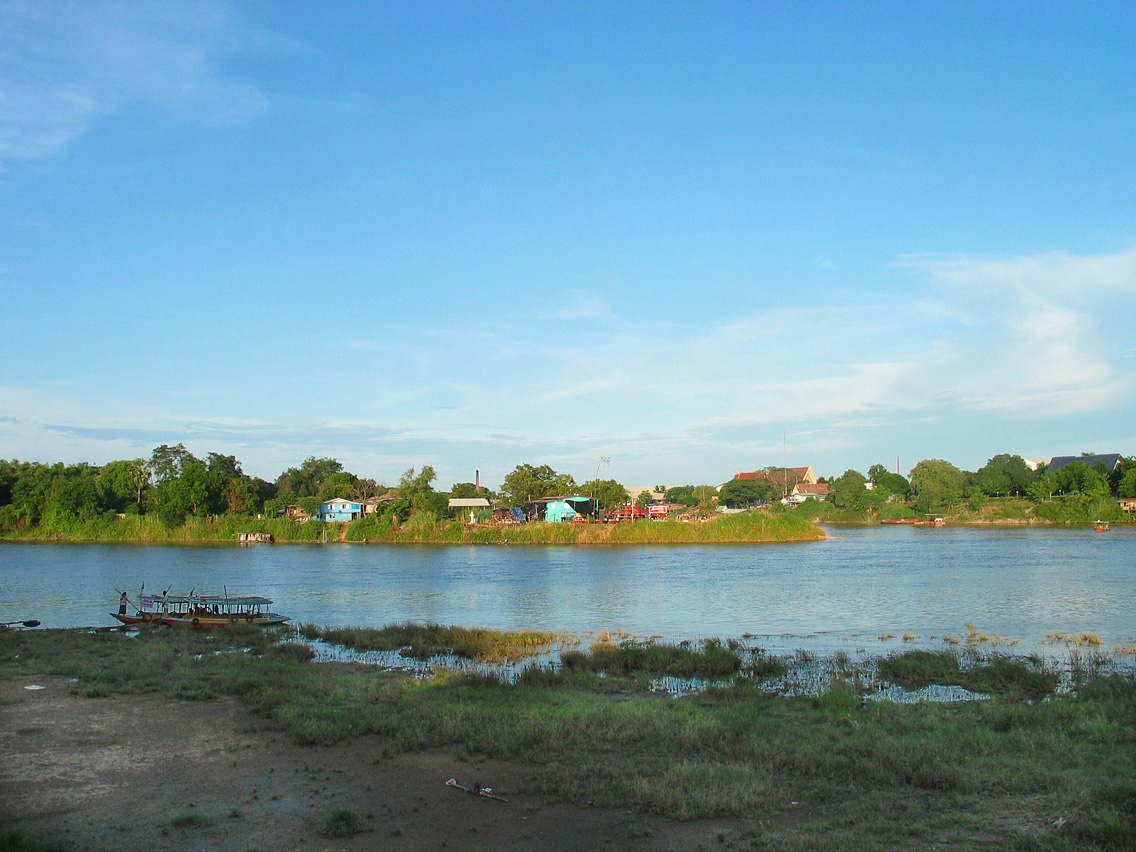
La confluenza con il fiume Nan, dove i due corsi danno origine al Chao Phraya

Il Ping è lungo 658 km e nasce nel distretto di Chiang Dao, all'estremo nord della provincia di Chiang Mai, ai confini con la Birmania, dalle montagne della catena Daen Lao. Scorre poi nelle province di Lamphun, Tak e Kamphaeng Phet ed entra nella provincia di Nakhon Sawan.
La città di Tak si trova alla confluenza del Ping con il suo maggior affluente, il fiume Wang. Il Ping si unisce infine al fiume Nan nel punto che i thai chiamano Paknam Pho, situato nel territorio comunale di Nakhon Sawan, capoluogo dell'omonima provincia. In questa confluenza, il corso d'acqua prende il nome Chao Phraya e scorre poi per 372 km verso sud, dove bagna Bangkok, prima di gettarsi nel golfo di Thailandia.
Il bacino idrografico formato dal Chao Phraya, dal Nan, dal Ping e dai loro affluenti costituisce la parte continentale occidentale del paese e ha una superficie di 157.924 km², circa il 35% dell'intero territorio thailandese. Il solo bacino idrografico del Ping e dei suoi affluenti copre un'area di 44.688 km².
Le valli formate dal Ping sono molto fertili, tra le varie coltivazioni praticate vi sono quelle del riso, del caffè, del tè, delle fragole e del tabacco. Il fiume è ricco di pesce, e garantisce sostentamento ai molti pescatori della zona.
Negli ultimi decenni, il livello del fiume si è abbassato, rendendo possibile la navigazione commerciale solo in alcuni periodi dell'anno. Anche lo sviluppo della rete stradale ha determinato un calo della navigazione rispetto a 100 anni fa, quando le imbarcazioni che solcavano le sue acque erano molte di più. Le dighe costruite sul Ping hanno contribuito a proteggere i centri abitati dalle frequenti inondazioni che si verificavano nella stagione delle piogge.

## Attrazioni turistiche
Il Ping scorre attraverso l'omonimo parco nazionale Mae Ping, che copre un'area di 1.004 km² nelle province di Lamphun, Tak e Chiang Mai. A Chiang Mai è stato istituito un servizio di navigazione turistica sul Ping. Oltre alle crociere diurne, sono previste anche navigazioni serali, durante le quali si può cenare a bordo.
Le escursioni lungo il fiume, con imbarcazioni o via terra, danno la possibilità ai turisti di riscoprire l'ambiente tradizionale della Thailandia rurale e di ammirare paesaggi spettacolari.